# Збірна Сілезії з футболу
Сілезька футбольна команда (Польська назва: «Reprezentacja Śląska») — це неформальна регіональна футбольна команда, що складається з гравців футбольних клубів, розташованих в Сілезії, під егідою Сілезького футбольного союзу (Польська назва: « Śląski Związek Piłki Nożnej», «Сілезький Союз футболу»). 
Вона не пов'язана з ФІФА і не бере участі в офіційних міжнародних матчах.